# Agnieszka Kłopotek
Agnieszka Maria Kłopotek z domu Huk (ur. 9 lipca 1969 w Tarnowie) – polska polityk, zootechnik i działaczka samorządowa, posłanka na Sejm X kadencji.

## Życiorys
Z wykształcenia inżynier zootechnik, studia ukończyła na Akademii Rolniczej w Krakowie. Uzyskała stopień doktora na podstawie pracy dotyczącej ekonomiki produkcji trzody chlewnej. Została pracownikiem naukowym w Instytucie Zootechniki. Pracowała w Balicach, potem przeniosła się do zakładu doświadczalnego w Kołudzie Wielkiej. Objęła stanowisko głównego specjalisty ds. ekonomiczno-organizacyjnych i inwestycyjnych.
Dołączyła do Polskiego Stronnictwa Ludowego. W 2014 uzyskała mandat radnej Sejmiku Województwa Kujawsko-Pomorskiego. W 2018 z powodzeniem ubiegała się o reelekcję. Pełniła funkcję wiceprzewodniczącej sejmiku. W wyborach w 2019 bezskutecznie kandydowała do Parlamentu Europejskiego z ramienia Koalicji Europejskiej.
W wyborach parlamentarnych w 2023 została wybrana do Sejmu X kadencji okręgu bydgoskiego, startując z trzeciego miejsca na liście Trzeciej Drogi i zdobywając 11 049 głosów. W grudniu 2023 powołana w skład sejmowej komisji śledczej ds. wyborów korespondencyjnych. W 2024 bez powodzenia startowała do Europarlamentu X kadencji.

## Życie prywatne
Córka Edwarda i Barbary. Zamieszkała we wsi Śliwice. Zamężna z Eugeniuszem Kłopotkiem. Ma dwoje dzieci.

## Wyniki w wyborach ogólnopolskich
| Wybory | Komitet wyborczy                | Komitet wyborczy    | Organ                            | Okręg        | Wynik          |
| ------ | ------------------------------- | ------------------- | -------------------------------- | ------------ | -------------- |
| 2019   |                                 | Koalicja Europejska | Parlament Europejski IX kadencji | nr 2         | 8055 (1,21%)   |
| 2023   |                                 | Trzecia Droga       | Sejm X kadencji                  | nr 4         | 11 049 (2,07%) |
| 2024   | Parlament Europejski X kadencji | Trzecia Droga       | nr 2                             | 7275 (1,34%) |                |